# Стејси Драгила
Стејси Рене Мајклсон (енгл. Stacy Renée Mikaelsen, познатија као Стејси Рене Драгила (енгл. Stacy Renée Dragila); Оберн, 25. март 1971.) бивша је америчка атлетичарка и светска рекордерка у скоку с мотком. Освајачица је златне олимпијске медаље и вишеструка светска шампионка.

## Рани живот
Драгила је рођена и одрасла у Оберну, Калифорнија, североисточно од Сакрамента. Тренирала је у гимнастику, али је одустала због дечје астме. У средњој школи је играла одбојку и такмичила се у атлетици као спринтерка, препонашица и скакачица. Тада ју је тренирао Џон Орогнен.

Дипломирала је на Државном универзитету Ајдахо 1995. године. Током студија се такмичила у седмобоју. У скоку с мотком је учествовала на неким од најранијих одобрених такмичења за жене.

## Каријера у скоку с мотком
Женски скок с мотком био је у развојној фази и није био укључен у програм Олимпијских игара 1996. у Атланти.
У марту 1997. Драгила је победила у скоку мотком на Светском првенству у дворани када је прескочила свој први светски рекорд у дворани од 4,48 м. На Светском првенству на отвореном 1999. поново је освојила злато и поставила свој први светски рекорд на отвореном од 4,60 м. Током своје каријере, поставила је или изједначила светски рекорд у дворани 8 пута и светски рекорд на отвореном 10 пута.
Након победе на Олимпијским квалификацијама и поновног постављања светског рекорда од 4,63 м, Драгила је освојила прву златну олимпијску медаљу у дисциплини скок с мотком за жене. Било је то на Олимпијским играма 2000. у Сиднеју.
Светско првенство 2009. било је Драгилино последње велико првенство. Завршила је скоком од 4,25 м и није се пробила до финала скока мотком.

## Приватно
Стејси се развела од Брента Драгиле 2006.
Живела је у Сан Дијегу где је основала атлетски клуб Олтиус Трек (енгл. Altius Track Club).
Стејси сада живи у Бојсу, у држави Ајдахо, где је власник и тренер у врхунском објекту за скокове с мотком у затвореном и на отвореном (енгл. Dragila Vault Co.).
Удала се за америчког бацача диска Јана Волца и 21. јуна 2010. родила је ћерку Аликс Џозефину Волц.

## Међународна такмичења
| Година | Такмичење                   | Место                | Позиција | Дисциплина  | Резултат | Белешка                |
| ------ | --------------------------- | -------------------- | -------- | ----------- | -------- | ---------------------- |
| 1997   | Светско првенство у дворани | Париз, Француска     | 1.       | Скок мотком | 4.40 м   | СР                     |
| 1999   | Светско првенство           | Севиља, Шпанија      | 1.       | Скок мотком | 4.60 м   | СР                     |
| 2000   | Олимпијске игре             | Сиднеј, Аустралија   | 1.       | Скок мотком | 4.60 м   | ОР                     |
| 2001   | Светско првенство           | Едмонтон, Канада     | 1.       | Скок мотком | 4.75 м   | РСП                    |
| 2001   | Игре добре воље             | Бризбејн, Аустралија | 1.       | Скок мотком | 4.55 м   |                        |
| 2004   | Светско првенство у дворани | Будимпешта, Мађарска | 2.       | Скок мотком | 4.81 м   | Северноамерички рекорд |